# Apitua
Apitua é um gênero de gastrópodes pertencente a família Mangeliidae.

## Espécies
- Apitua delicatula Laseron, 1954